# Nam Dinh
Nam Dinh (vietnamita: Nam Định) é uma província do Vietnã.